# Aphaenogaster amphioceanica
Aphaenogaster amphioceanica  (лат.) — ископаемый вид муравьёв (Formicidae) рода Aphaenogaster из подсемейства Myrmicinae. Доминиканский янтарь, Гаити, миоцен, возраст находки около 20 млн лет.

## Описание
Длина тела 5,63 мм, длина головы 1,24 мм, ширина головы 0,72 мм, длина скапуса 1,96 мм. Основная окраска светло-коричневая. Скапус усика очень длинный, более чем вдвое длиннее головы, его индекс (SI) = 272. Булава усика 4-члениковая, антенны в целом 12-члениковые. Голова овальной формы с длинной шеей, сходной с таковой у современных видов Aphaenogaster feae (Бирма) и Aphaenogaster swammerdami (Мадагаскар). Отличается от них длинными скапусом и проподеальными шипиками на заднеспинке; их длина 0,16 мм. Усиковые бороздки окаймлены латерально выступающими килями, что отличает A. amphioceanica от других видов рода с «шеей» из Центральной Америки, таких как Aphaenogaster araneoides Emery, 1890, Aphaenogaster ensifera  Forel, 1899, Aphaenogaster mexicana (Pergande, 1896) и Aphaenogaster phalangium Emery, 1890.
Вид был впервые описан в 1995 году швейцарским мирмекологом Марией Де Андраде (Maria L. De Andrade , Базельский университет, Швейцария) вместе с другими ископаемыми муравьями, такими как Aphaenogaster praerelicta. Видовое название A. amphioceanica происходит от сочетания греческого слова «amphi» (около) и «oceanicus», означающего расположение рядом с океаном.